# Robert Hay-Drummond
Robert Auriol Hay-Drummond (18 mars 1751 - 19 avril 1804) est un pair écossais et Lord Lyon King of Arms. Il est comte de Kinnoull, vicomte Dupplin et Lord Hay de Kinfauns dans la pairie d’Écosse; et baron Hay de Pedwardine dans la pairie de la Grande-Bretagne.

## Biographie
Robert Auriol Hay-Drummond est le fils aîné de Robert Hay Drummond, Archevêque d'York, et Henrietta Auriol. En 1739, son père, Robert Hay, prend le nom de Drummond et hérite des armes de son arrière-grand-père William, le vicomte Strathallan.
Robert Hay-Drummond devient comte de Kinnoull le 27 décembre 1787 à la mort de son oncle, Thomas Hay.
À partir de 1796, date à laquelle il est admis au Conseil privé, jusqu'à sa mort en 1804, Lord Kinnoull est nommé Lord Lyon King of Arms. Il est remplacé comme Lord Lyon et au comté de Kinnoull par son fils Thomas.

## Mariage et descendance
Le 19 avril 1779, Hay-Drummond épouse sa première femme, Julia Eyre. elle est décédée le 29 mars 1780 Le 8 juin 1781, il épouse Sarah Harley, fille et cohéritière de Thomas Harley député, Lord-maire de Londres.
Ils ont quatre enfants :
- Henrietta (23 août 1783 - 7 octobre 1854) épousa Henry Drummond, petit-fils de Henry Dundas (1er vicomte Melville)
- Thomas Hay-Drummond (11e comte de Kinnoull) (5 avril 1785 18 - février 1866)
- Francis John (17 septembre 1786 - 20 octobre 1810), noyé dans la rivière Earn
- Sarah Maria (21 juin 1788 - 11 juillet 1874) épouse George Murray, évêque de Rochester, neveu de John Murray (4e duc d'Atholl)